# Marcel Guinochet
Marcel Guinochet (1909-22 de agosto de 1997) fue un botánico y genetista francés .

## Algunas publicaciones
- Guinochet, M. 1938. Études sur la Végétation de l'Étage Alpin dans le Bassin Supérieur de la Tinee. Ed. Bosc Freres M. & I. Riou, Lyon
- ----. 1940.  Observations sur la Végétation des Étages Montagnard et Subalpin dans le Bassin du Giffre (Haut-Savoie). París: Librairie Generale de l'Enseignement

### Libros
- Guinochet, M. 1955. Logique et dynamique du peuplement végétal: phytogéographie, phytosociologie biosystématique, applications agronomiques. Ed. Masson (París): Collection Évolution des sciences 7. 143 pp.
- ----; A Brunel, M Duflo, Didier Dacunha-Castelle. 1965. Notions fondamentales de Botánique générale  (enlace roto disponible en Internet Archive; véase el historial, la primera versión y la última).. París : Masson et Cie
- ----. 1973.  Phytosociologie. Collection d'écologie, 1. Ed. Masson (París). vi + 227 pp. ISBN 222535618X
- ----. 1975.  La Flore Du Bassin Mediterraneen: Essai De Systematique Synthétique. Actes Du Colloque, Montpellier, 4-8 de junio de 1974. Ed. Centre national de la recherche scientifique. 576 pp. ISBN 2-222-01764-5
- ----; R Vilmorin. 1998. Flore de France (fasc. 1). Ed. Rolters Kluwer (DOIN). ISBN 978-2-7040-0286-3
- ----; ----. 1998. Flore de France (fasc. 2). Ed. Rolters Kluwer (DOIN). ISBN 978-2-7040-0287-0
- ----; ----. 1998. Flore de France (fasc. 3). Ed. Rolters Kluwer (DOIN). ISBN 978-2-7040-0302-0
- ----; ----. 1998. Flore de France (fasc. 4). Ed. Rolters Kluwer (DOIN). ISBN 978-2-222-02885-7

## Honores

### Epónimos
- (Campanulaceae) Campanula guinochetii Quézel[1]
- (Poaceae) Festuca guinochetii (Bidault) S.Arndt[2]

- La abreviatura «Guin.» se emplea para indicar a Marcel Guinochet como autoridad en la descripción y clasificación científica de los vegetales.[3]

## Fuente
- André Charpin; Gérard-Guy Aymonin. 2004. Bibliographie sélective des Flores de France. V. Notices biographiques sur les auteurs cités : P-Z et compléments. Le Journal de Botanique de la Société botanique de France, 27 : 47-87